# 莱丹 (北部省)
莱丹（法語：Lesdain，法語發音：[ledɛ̃]）是法国上法蘭西大區北部省的一个市镇，属于康布雷区。

## 地理
莱丹（50°6'0"N, 3°16'3"E）面积8.43 平方千米，位于法国上法蘭西大區北部省，该省份为法国最北部的省份及最长的省份，西北濒北海，西接加来海峡省，南至埃纳省和索姆省，东与比利时接壤。
与莱丹接壤的市镇（或旧市镇、城区）包括：塞朗维莱尔福朗维尔、埃斯科河畔克雷沃克尔、埃讷。

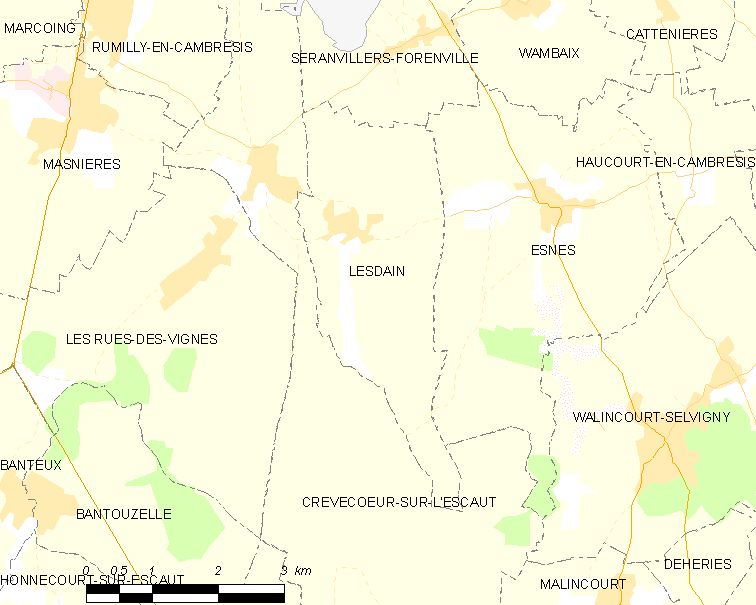
的OSM定位图

莱丹的时区为UTC+01:00、UTC+02:00（夏令时）。

## 行政
莱丹的邮政编码为59258，INSEE市镇编码为59341。

## 政治
莱丹所属的省级选区为勒卡托康布雷西县。

## 人口

1962-2008年间人口变化图示

莱丹于2022年1月1日时的人口数量为448人。